# Dancing Queen (lied)
Dancing Queen is de grootste hit van de Zweedse popgroep ABBA en volgens het gezaghebbende muziekblad Rolling Stone een van de grootste popplaten aller tijden. De single kwam oorspronkelijk uit in augustus 1976 en verscheen later ook op het album Arrival in oktober dat jaar. Op 12 september 1992 werd het nummer ook op cd-single uitgebracht wegens het verschijnen van het verzamelalbum ABBA Gold-Greatest Hits.

## Wereldhit
Dancing Queen werd een wereldwijde hit. De plaat behaalde in 17 landen; Nederland, België, Duitsland, Ierland, het Verenigd Koninkrijk, de VS, Canada, Australië, Nieuw-Zeeland, Mexico, Zuid-Afrika, Tsjechoslowakije, Zweden, Denemarken, Noorwegen, Portugal en de Sovjet-Unie de nummer 1-positie. In de Verenigde Staten was de plaat de enige waarmee ABBA in de Billboard Hot 100 de hoogste positie bereikte. Ook in de toenmalige Oostbloklanden presteerde de plaat erg goed. Wereldwijd ging Dancing Queen in totaal 8,8 miljoen keer over de toonbank.
In Nederland werd de plaat in de zomer van 1976 veel gedraaid op Hilversum 3 en werd een gigantische hit in de destijds twee landelijke hitlijsten op de nationale publieke popzender. De plaat bereikte de nummer 1-positie in zowel de Nederlandse Top 40 als de Nationale Hitparade. In de op Hemelvaartsdag 27 mei 1976 gestarte Europese hitlijst op Hilversum 3, de TROS Europarade, werd eveneens de nummer 1-positie behaald.
In België bereikte de plaat ook de nummer 1-positie in zowel de voorloper van de Vlaamse Ultratop 50 als de Vlaamse Radio 2 Top 30 en de voorloper van de Waalse Ultratop 50.
ABBA speelde het nummer voor het eerst live op vrijdagavond 18 juni 1976 in de Zweedse Koninklijke Opera tijdens een rechtstreeks op de Zweedse televisie uitgezonden gala aan de vooravond van de bruiloft van koning Carl Gustaf en koningin Silvia. Het nummer werd eerder al vertoond op de Duitse en Japanse televisie.
De Spaanstalige versie Reina Danzante, later herdoopt tot La Reina Del Baile, verscheen in 1980 op de elpee Gracias Por La Musica.
Om het verzamelalbum ABBA Gold: Greatest Hits te promoten, werd het nummer in Europa op 12 september 1992 opnieuw op cd-single uitgebracht en kwam in Nederland voor negen weken terug in een van de destijds twee landelijke hitlijsten op de nationale publieke popzender Radio 3; de Nationale Top 100.
Dancing Queen is door meer dan 70 groepen en (gerenommeerde) artiesten gecoverd.

## Geschiedenis
Bij het opnemen van de demo, die als werktitel Boogaloo meekreeg, in de herfst van 1975, lieten Benny Andersson en Björn Ulvaeus zich inspireren door het dansritme van George McCraes disco-klassieker Rock Your Baby en het drumspel van Dr. Johns plaat Dr.John's Gumbo. Om het lied een diepere, hemelse echo mee te geven maakten Andersson en Ulvaeus gebruik van slapback-techniek (delay). Al bij het voltooien van de opnames in december 1975 wisten de ABBA-leden dat het een gigantische hit zou worden.
Zoals vele ABBA-hits ontstond Dancing Queen in het zomerhuisje van Andersson en Ulvaeus op het afgelegen eilandje Viggsö, zo'n 30 kilometer ten oosten van Stockholm. Omgeven door de rust en de schoonheid van de natuur en vergezeld van een kleine vleugelpiano en een oude gitaar, vonden ze inspiratie om liedjes te schrijven en te componeren.

## Hitnoteringen

### Nederlandse Top 40
| "Dancing Queen" in de Nederlandse Top 40 - binnen: 14-08-1976 | "Dancing Queen" in de Nederlandse Top 40 - binnen: 14-08-1976 | "Dancing Queen" in de Nederlandse Top 40 - binnen: 14-08-1976 | "Dancing Queen" in de Nederlandse Top 40 - binnen: 14-08-1976 | "Dancing Queen" in de Nederlandse Top 40 - binnen: 14-08-1976 | "Dancing Queen" in de Nederlandse Top 40 - binnen: 14-08-1976 | "Dancing Queen" in de Nederlandse Top 40 - binnen: 14-08-1976 | "Dancing Queen" in de Nederlandse Top 40 - binnen: 14-08-1976 | "Dancing Queen" in de Nederlandse Top 40 - binnen: 14-08-1976 | "Dancing Queen" in de Nederlandse Top 40 - binnen: 14-08-1976 | "Dancing Queen" in de Nederlandse Top 40 - binnen: 14-08-1976 | "Dancing Queen" in de Nederlandse Top 40 - binnen: 14-08-1976 | "Dancing Queen" in de Nederlandse Top 40 - binnen: 14-08-1976 | "Dancing Queen" in de Nederlandse Top 40 - binnen: 14-08-1976 | "Dancing Queen" in de Nederlandse Top 40 - binnen: 14-08-1976 | "Dancing Queen" in de Nederlandse Top 40 - binnen: 14-08-1976 | "Dancing Queen" in de Nederlandse Top 40 - binnen: 14-08-1976 | binnen: 26-09-1992 | binnen: 26-09-1992 | binnen: 26-09-1992 | binnen: 26-09-1992 | binnen: 26-09-1992 | binnen: 26-09-1992 |
| Week                                                          | 01                                                            | 02                                                            | 03                                                            | 04                                                            | 05                                                            | 06                                                            | 07                                                            | 08                                                            | 09                                                            | 10                                                            | 11                                                            | 12                                                            | 13                                                            | 14                                                            | 15                                                            |                                                               | 16                 | 17                 | 18                 | 19                 | 20                 |                    |
| ------------------------------------------------------------- | ------------------------------------------------------------- | ------------------------------------------------------------- | ------------------------------------------------------------- | ------------------------------------------------------------- | ------------------------------------------------------------- | ------------------------------------------------------------- | ------------------------------------------------------------- | ------------------------------------------------------------- | ------------------------------------------------------------- | ------------------------------------------------------------- | ------------------------------------------------------------- | ------------------------------------------------------------- | ------------------------------------------------------------- | ------------------------------------------------------------- | ------------------------------------------------------------- | ------------------------------------------------------------- | ------------------ | ------------------ | ------------------ | ------------------ | ------------------ | ------------------ |
| Nummer                                                        | 9                                                             | 4                                                             | 2                                                             | 1                                                             | 1                                                             | 1                                                             | 1                                                             | 1                                                             | 4                                                             | 4                                                             | 11                                                            | 16                                                            | 21                                                            | 29                                                            | 39                                                            | uit                                                           | 24                 | 15                 | 15                 | 19                 | 32                 | uit                |

### Nationale Hitparade / Nationale Top 100
| "Dancing queen" in de Nationale Hitparade - binnen: 07-08-1976 | "Dancing queen" in de Nationale Hitparade - binnen: 07-08-1976 | "Dancing queen" in de Nationale Hitparade - binnen: 07-08-1976 | "Dancing queen" in de Nationale Hitparade - binnen: 07-08-1976 | "Dancing queen" in de Nationale Hitparade - binnen: 07-08-1976 | "Dancing queen" in de Nationale Hitparade - binnen: 07-08-1976 | "Dancing queen" in de Nationale Hitparade - binnen: 07-08-1976 | "Dancing queen" in de Nationale Hitparade - binnen: 07-08-1976 | "Dancing queen" in de Nationale Hitparade - binnen: 07-08-1976 | "Dancing queen" in de Nationale Hitparade - binnen: 07-08-1976 | "Dancing queen" in de Nationale Hitparade - binnen: 07-08-1976 | "Dancing queen" in de Nationale Hitparade - binnen: 07-08-1976 | "Dancing queen" in de Nationale Hitparade - binnen: 07-08-1976 | "Dancing queen" in de Nationale Hitparade - binnen: 07-08-1976 | "Dancing queen" in de Nationale Hitparade - binnen: 07-08-1976 | "Dancing queen" in de Nationale Hitparade - binnen: 07-08-1976 | binnen: 12-09-1992 | binnen: 12-09-1992 | binnen: 12-09-1992 | binnen: 12-09-1992 | binnen: 12-09-1992 | binnen: 12-09-1992 | binnen: 12-09-1992 | binnen: 12-09-1992 | binnen: 12-09-1992 | binnen: 12-09-1992 |
| Week                                                           | 01                                                             | 02                                                             | 03                                                             | 04                                                             | 05                                                             | 06                                                             | 07                                                             | 08                                                             | 09                                                             | 10                                                             | 11                                                             | 12                                                             | 13                                                             | 14                                                             |                                                                | 15                 | 16                 | 17                 | 18                 | 19                 | 20                 | 21                 | 22                 | 23                 |                    |
| -------------------------------------------------------------- | -------------------------------------------------------------- | -------------------------------------------------------------- | -------------------------------------------------------------- | -------------------------------------------------------------- | -------------------------------------------------------------- | -------------------------------------------------------------- | -------------------------------------------------------------- | -------------------------------------------------------------- | -------------------------------------------------------------- | -------------------------------------------------------------- | -------------------------------------------------------------- | -------------------------------------------------------------- | -------------------------------------------------------------- | -------------------------------------------------------------- | -------------------------------------------------------------- | ------------------ | ------------------ | ------------------ | ------------------ | ------------------ | ------------------ | ------------------ | ------------------ | ------------------ | ------------------ |
| Nummer                                                         | 21                                                             | 7                                                              | 2                                                              | 1                                                              | 1                                                              | 1                                                              | 1                                                              | 1                                                              | 1                                                              | 1                                                              | 3                                                              | 7                                                              | 14                                                             | 21                                                             | uit                                                            | 93                 | 58                 | 40                 | 32                 | 25                 | 24                 | 31                 | 44                 | 78                 | uit                |

### TROS Europarade
Hitnotering: 19-08-1976 t/m 25-11-1976. Hoogste notering: #1 (10 weken).

### Evergreen Top 1000
| Evergreen Top 1000 "Dancing Queen" | Evergreen Top 1000 "Dancing Queen" | Evergreen Top 1000 "Dancing Queen" | Evergreen Top 1000 "Dancing Queen" | Evergreen Top 1000 "Dancing Queen" | Evergreen Top 1000 "Dancing Queen" | Evergreen Top 1000 "Dancing Queen" | Evergreen Top 1000 "Dancing Queen" | Evergreen Top 1000 "Dancing Queen" | Evergreen Top 1000 "Dancing Queen" | Evergreen Top 1000 "Dancing Queen" | Evergreen Top 1000 "Dancing Queen" | Evergreen Top 1000 "Dancing Queen" | Evergreen Top 1000 "Dancing Queen" | Evergreen Top 1000 "Dancing Queen" | Evergreen Top 1000 "Dancing Queen" | Evergreen Top 1000 "Dancing Queen" |
| Jaar                               | 2008                               | 2009                               | 2010                               | 2011                               | 2012                               | 2013                               | 2014                               | 2015                               | 2016                               | 2017                               | 2018                               | 2019                               | 2020                               | 2021                               | 2022                               | 2023                               |
| ---------------------------------- | ---------------------------------- | ---------------------------------- | ---------------------------------- | ---------------------------------- | ---------------------------------- | ---------------------------------- | ---------------------------------- | ---------------------------------- | ---------------------------------- | ---------------------------------- | ---------------------------------- | ---------------------------------- | ---------------------------------- | ---------------------------------- | ---------------------------------- | ---------------------------------- |
| Positie                            | -                                  | -                                  | -                                  | -                                  | 18                                 | 95                                 | 48                                 | 27                                 | 48                                 | 25                                 | 42                                 | 67                                 | 72                                 | 63                                 | 68                                 | 61                                 |

### NPO Radio 2 Top 2000
| Nummer met noteringen in de NPO Radio 2 Top 2000 | '99 | '00 | '01 | '02 | '03 | '04 | '05 | '06 | '07 | '08 | '09 | '10 | '11 | '12 | '13 | '14 | '15 | '16 | '17 | '18 | '19 | '20 | '21 | '22 | '23 | '24 |
| ------------------------------------------------ | --- | --- | --- | --- | --- | --- | --- | --- | --- | --- | --- | --- | --- | --- | --- | --- | --- | --- | --- | --- | --- | --- | --- | --- | --- | --- |
| Dancing Queen                                    | 16  | 30  | 28  | 41  | 46  | 42  | 36  | 49  | 29  | 37  | 70  | 68  | 88  | 111 | 160 | 127 | 155 | 131 | 92  | 67  | 68  | 56  | 44  | 44  | 38  | 49  |

1. ↑  Een vetgedrukt getal geeft de hoogste notering aan.

### Vlaamse Radio 2 1000 Klassiekers
| Nummer met notering(en) in de 1000 Klassiekers van Radio 2 | '07 | '08 | '09 | '10 | '11 | '12 | '13 | '14 | '15 | '16 | '17 | '18 | '19 | '20 |
| ---------------------------------------------------------- | --- | --- | --- | --- | --- | --- | --- | --- | --- | --- | --- | --- | --- | --- |
| Dancing Queen                                              | 5   | 3   | 3   | 4   | 5   | 6   | 5   | 7   | 3   | 10  | 5   | 2   | 2   | 5   |

1. ↑  Een getal geeft de plaats aan; een '-' dat het nummer niet genoteerd was. Een vetgedrukt getal geeft aan dat dit de hoogste notering betreft.

### JOE FM Hitarchief Top 2000
| "Dancing Queen" | "Dancing Queen" | "Dancing Queen" | "Dancing Queen" | "Dancing Queen" | "Dancing Queen" | "Dancing Queen" | "Dancing Queen" | "Dancing Queen" | "Dancing Queen" | "Dancing Queen" | "Dancing Queen" | "Dancing Queen" | "Dancing Queen" |
| Jaar            | 2009            | 2010            | 2011            | 2012            | 2013            | 2014            | 2015            | 2016            | 2017            | 2018            | 2019            | 2020            | 2021            |
| --------------- | --------------- | --------------- | --------------- | --------------- | --------------- | --------------- | --------------- | --------------- | --------------- | --------------- | --------------- | --------------- | --------------- |
| Positie         | 8               | 5               | 5               | 2               | 3               | 2               | 3               | 1               | 2               | 3               | 2               | 3               | 4               |